# Día Internacional de la Solidaridad con el Pueblo en Lucha de Sudáfrica
La Asamblea General de las Naciones Unidas proclama el 16 de junio Día Internacional de la Solidaridad con el Pueblo en Lucha de Sudáfrica. Conmemora la masacre de Soweto producida en esa fecha del año 1976.

## Conmemoración
El 9 de noviembre de 1976 la Asamblea General de las Naciones Unidas en la Resolución 31/6 proclama el 16 de junio el Día Internacional de la Solidaridad con el Pueblo en Lucha de Sudáfrica.

La Asamblea General,
Habiendo examinado el informe del Comité Especial contra el Apartheid, así como los informes especiales del mismo,
Tomando nota del levantamiento nacional del pueblo oprimido de Sudáfrica contra el régimen del apartheid,
Indignada por las continuas matanzas y otras atrocidades perpetradas por el régimen racista de Sudáfrica contra niños escolares y otros manifestantes pacíficos contra el apartheid y la discriminación racial.
Proclama el 16 de junio Día Internacional de la Solidaridad con el Pueblo en Lucha de Sudáfrica e invita a los Estados miembros a observar este día en la forma más adecuada.
Organización de las Naciones Unidas